# Combined Counties Football League 2015-16
Combined Counties Football League 2015-16 (còn có tên là Cherry Red Records Combined Counties Football League 2015-16 vì lý do tài trợ) là giải đấu thứ 38 trong lịch sử của Combined Counties Football League ở Anh. Các đội bóng được chia thành 2 hạng đấu, bao gồm Premier Division và First Division.
Sự tổ chức giải đấu được thông báo ngày 29 tháng 5 năm 2015.

## Premier Division
Premier Division tăng từ 21 lên 22 đội, và bao gồm 3 đội mới sau khi Molesey thăng hạng Isthmian League, và Frimley Green xuống hạng First Division:
- A.F.C. Hayes, xuống hạng từ Southern League Division One Central.
- Chessington & Hook United, thăng hạng với tư cách đội đứng thứ 3 ở First Division.
- Redhill, xuống hạng từ Isthmian League Division One South.
- Mole Valley SCR F.C. đổi tên thành Sutton Common Rovers F.C.

Có 5 đội bóng đăng ký lên hạng ở Bậc 4: Ashford Town, Camberley Town, Epsom & Ewell, Hartley Wintney và Horley Town. Hartley Wintney không đáp ứng đủ yêu cầu sân bãi.

### Bảng xếp hạng
| XH | Đội                           | Tr | T  | H  | T  | BT  | BB  | HS   | Đ   | Lên hay xuống hạng                            |
| -- | ----------------------------- | -- | -- | -- | -- | --- | --- | ---- | --- | --------------------------------------------- |
| 1  | Hartley Wintney (C)           | 42 | 34 | 4  | 4  | 126 | 39  | +87  | 106 |                                               |
| 2  | Ashford Town (P)              | 42 | 31 | 3  | 8  | 112 | 51  | +61  | 96  | Lên chơi tạiSFL Division One/IFL Division One |
| 3  | Camberley Town                | 42 | 29 | 7  | 6  | 96  | 38  | +58  | 94  |                                               |
| 4  | Epsom & Ewell                 | 42 | 26 | 8  | 8  | 104 | 46  | +58  | 86  |                                               |
| 5  | Knaphill                      | 42 | 25 | 4  | 13 | 109 | 61  | +48  | 79  |                                               |
| 6  | Horley Town                   | 42 | 21 | 9  | 12 | 92  | 62  | +30  | 72  |                                               |
| 7  | Hanworth Villa                | 42 | 21 | 4  | 17 | 76  | 71  | +5   | 67  |                                               |
| 8  | Colliers Wood United          | 42 | 17 | 8  | 17 | 78  | 80  | −2   | 59  |                                               |
| 9  | Westfield                     | 42 | 16 | 11 | 15 | 63  | 68  | −5   | 59  |                                               |
| 10 | Farnham Town                  | 42 | 16 | 9  | 17 | 78  | 70  | +8   | 57  |                                               |
| 11 | Spelthorne Sports             | 42 | 15 | 10 | 17 | 76  | 83  | −7   | 55  |                                               |
| 12 | Windsor                       | 42 | 15 | 10 | 17 | 71  | 79  | −8   | 55  |                                               |
| 13 | Bedfont Sports                | 42 | 15 | 9  | 18 | 70  | 60  | +10  | 54  |                                               |
| 14 | Guildford City                | 42 | 16 | 6  | 20 | 77  | 95  | −18  | 54  |                                               |
| 15 | Raynes Park Vale              | 42 | 17 | 3  | 22 | 72  | 96  | −24  | 54  |                                               |
| 16 | A.F.C. Hayes                  | 42 | 14 | 7  | 21 | 63  | 86  | −23  | 49  |                                               |
| 17 | Badshot Lea                   | 42 | 15 | 3  | 24 | 62  | 104 | −42  | 48  |                                               |
| 18 | Chertsey Town                 | 42 | 13 | 7  | 22 | 58  | 81  | −23  | 46  |                                               |
| 19 | Sutton Common Rovers          | 42 | 13 | 6  | 23 | 66  | 85  | −19  | 45  |                                               |
| 20 | Redhill (R)                   | 42 | 11 | 6  | 25 | 64  | 87  | −23  | 39  | Xuống chơi tạiDivision One                    |
| 21 | Chessington & Hook United (R) | 42 | 8  | 6  | 28 | 54  | 113 | −59  | 30  | Xuống chơi tạiDivision One                    |
| 22 | Cove (R)                      | 42 | 3  | 2  | 37 | 31  | 142 | −111 | 11  | Xuống chơi tạiDivision One                    |

Cập nhật đến ngày 3 tháng 5 năm 2016
Nguồn: FA Full-Time, League Official Site.
Quy tắc xếp hạng: 1. Điểm; 2. Hiệu số bàn thắng; 3. Số bàn thắng.
(VĐ) = Vô địch; (XH) = Xuống hạng; (LH) = Lên hạng; (O) = Thắng trận Play-off; (A) = Lọt vào vòng sau. 
Chỉ được áp dụng khi mùa giải chưa kết thúc: 
(Q) = Lọt vào vòng đấu cụ thể của giải đấu đã nêu; (TQ) = Giành vé dự giải đấu, nhưng chưa tới vòng đấu đã nêu.

## Division One
Division One tăng từ 16 lên 17 đội, và gồm 4 đội bóng mới sau khi AFC Croydon Athletic lên hạng và chuyển đến Southern Counties East League, Chessington & Hook United thăng hạng Premier Division, và Alton Town chuyển sang Wessex League:
- Abbey Rangers, thăng hạng từ Surrey Elite Intermediate League.
- Dorking Wanderers Reserves, tham gia từ ngoài hệ thống giải (Suburban League).
- Frimley Green, xuống hạng từ Premier Division.
- South Park Reserves, tham gia từ ngoài hệ thống giải (Suburban League).
- Các đội dự bị không được lên hạng vào Bậc 5.
- Tháng 3 năm 2016, Dorking Wanderers Dự bị tuyên bố bỏ giải có hiệu lực vào cuối mùa. Bởi vì sân của Dorking Wanderers và Dorking phải chia nhau cho Dorking Wanderers ở mùa giải 2016-17.[3]

### Bảng xếp hạng
| XH | Đội                        | Tr | T  | H | T  | BT | BB  | HS  | Đ  | Lên hay xuống hạng               |
| -- | -------------------------- | -- | -- | - | -- | -- | --- | --- | -- | -------------------------------- |
| 1  | CB Hounslow United (C) (P) | 32 | 24 | 5 | 3  | 73 | 25  | +48 | 77 | Lên chơi tạithe Premier Division |
| 2  | Bedfont & Feltham (P)      | 32 | 24 | 2 | 6  | 95 | 41  | +54 | 74 | Lên chơi tạithe Premier Division |
| 3  | Abbey Rangers (P)          | 32 | 23 | 3 | 6  | 72 | 32  | +40 | 72 | Lên chơi tạithe Premier Division |
| 4  | Worcester Park             | 32 | 18 | 5 | 9  | 79 | 40  | +39 | 59 |                                  |
| 5  | Eversley & California      | 32 | 18 | 5 | 9  | 85 | 53  | +32 | 59 |                                  |
| 6  | Banstead Athletic          | 32 | 17 | 6 | 9  | 74 | 47  | +27 | 57 |                                  |
| 7  | Cobham                     | 32 | 15 | 3 | 14 | 60 | 63  | −3  | 48 |                                  |
| 8  | Dorking                    | 32 | 15 | 1 | 16 | 64 | 61  | +3  | 46 |                                  |
| 9  | Staines Lammas             | 32 | 14 | 3 | 15 | 61 | 54  | +7  | 45 |                                  |
| 10 | Ash United                 | 32 | 11 | 9 | 12 | 57 | 59  | −2  | 42 |                                  |
| 11 | Sandhurst Town             | 32 | 9  | 8 | 15 | 57 | 89  | −32 | 35 | Chuyển sang Hellenic League      |
| 12 | Frimley Green              | 32 | 10 | 4 | 18 | 48 | 64  | −16 | 34 |                                  |
| 13 | Sheerwater                 | 32 | 10 | 3 | 19 | 55 | 70  | −15 | 33 |                                  |
| 14 | South Park Dự bị           | 32 | 8  | 6 | 18 | 53 | 85  | −32 | 30 |                                  |
| 15 | Dorking Wanderers Dự bị    | 32 | 5  | 8 | 19 | 32 | 66  | −34 | 23 | Rời giải vào cuối mùa            |
| 16 | Farleigh Rovers            | 32 | 7  | 2 | 23 | 43 | 100 | −57 | 23 |                                  |
| 17 | Epsom Athletic             | 32 | 5  | 5 | 22 | 37 | 96  | −59 | 20 |                                  |

Cập nhật đến ngày 7 tháng 5 năm 2016
Nguồn: Official Site.
Quy tắc xếp hạng: 1. Điểm; 2. Hiệu số bàn thắng; 3. Số bàn thắng.
(VĐ) = Vô địch; (XH) = Xuống hạng; (LH) = Lên hạng; (O) = Thắng trận Play-off; (A) = Lọt vào vòng sau. 
Chỉ được áp dụng khi mùa giải chưa kết thúc: 
(Q) = Lọt vào vòng đấu cụ thể của giải đấu đã nêu; (TQ) = Giành vé dự giải đấu, nhưng chưa tới vòng đấu đã nêu.